# Conseil du coton et de l'anacarde
Le Conseil du Coton et de l'Anacarde, est l'organe chargé de la régulation, du suivi et du développement des filières coton et anacarde, installé officiellement le 29 octobre 2013 selon la loi 2013-656 du 13 septembre 2013. Mamadou Berté est le directeur général du conseil coton anacarde depuis le 11 juillet 2024,,,,.

## Historique
Le Conseil du Coton et de l'Anacarde a été créé pour prendre le relais de l'Autorité de Régulation du Coton et de l'Anacarde (ARECA) dans la mise en place et le suivi d'un cadre réglementaire pour un environnement permettant une meilleure gouvernance des deux filières afin de garantir une meilleure rémunération des acteurs.

## Mission
La mission de la structure conseil coton anacarde a pour but d'optimiser la production et l'amélioration de la qualité du coton et de l'anacarde, la garantie d'un prix rémunérateur aux producteurs au moins égal à 60% du prix CAF, l'amélioration de la gouvernance des deux filières et l'augmentation de la valeur ajoutée par la transformation locale,,,.